# Bábis Xanthópoulos
Charálampos Xanthópoulos (en grec : Χαράλαμπος Ξανθόπουλος) ou Bábis Xanthópoulos (Μπάμπης Ξανθόπουλος) est un footballeur grec né le 29 août 1956.

## Carrière
- 1974-1987 (hiver) : Iraklis Salonique  Grèce
- 1987 (hiver)-1988 : Pierikos Katerini  Grèce

## Sélections
- 25 sélections et 0 but avec  Grèce entre 1978 et 1985.